# Michael Lind
Michael Erik Lind, född 22 augusti 1950 i Köpenhamn, var en dansk tubaist.
Lind var anställd i Tivoli-Gardens musikkår 1962–1962, i Søderjyllands symfoniorkester 1969–1975 och i Kungliga filharmonikerna från 1975. Han var lärare vid Kungliga Musikhögskolan sedan 1980. Michael Lind invaldes den 11 maj 1993 som utländsk ledamot nr 410 av Kungliga Musikaliska Akademien. 